# Vali Israfilov
Veli Israfilov (en azéri:Vəli Rəşadət oğlu İsrafilov; né le 18 octobre 2002 à Tioumen) est un nageur représentant l'Azerbaïdjan. En 2020, il gagne les XVIe Jeux paralympiques d'été.

## Biographie
Veli Israfilov est né le 18 octobre 2002 à Tioumen, en Russie. Veli Israfilov, originaire de la région de Masalli, fait du sport depuis 2008.

## Carrière
Veli Israfilov remporte une médaille de bronze au tournoi du 100 mètres brasse aux Championnats du monde tenus à Londres (Royaume-Uni) en 2019.
En 2020, il participe au Championnat d'Europe à Funchal (Portugal) et remporte le tournoi du 100 mètres brasse
Veli Israfilov participe aux XVIe Jeux paralympiques d'été en 2021. Veli Israfilov participe au tournoi de natation du 100 mètres brasse. Dans la phase finale où 8 athlètes concourent, Veli Israfilov affiche un résultat de 1:04,86 minutes et devient le vainqueur des XVIes Jeux paralympiques d'été. Veli Israfilov  bat le record paralympique (1:06,82) établi par Vladimir Izotu, de Biélorussie, en 2016.
Plus tard, Veli Israfilov participe au tournoi de natation 100 mètres papillon. Veli Israfilov montre un résultat de 1:10,58 minutes lors de la phase de qualification où cinq athlètes oncourent et il gagne la cinquième place. Selon ces résultats, seul Vali Israfilov ne s'est pas qualifié pour le tour final.
V.Israfilov remporte la médaille d'or au tournoi du 100 mètres brasse aux Championnats du monde de 2022 à Madère (Portugal). Israfilov remporte une médaille de bronze au 100 mètres brasse avec un temps de 1:05:35 aux Jeux paralympiques d'été de 2024 à Paris.

## Distinctions
- Conformément au décret du président azerbaïdjanais Ilham Aliyev du 6 septembre 2021, Veli Rashadat oghlu Israfilov reçoit l'Ordre du 1er degré « Pour service à la patrie » pour ses réalisations aux XVIe Jeux paralympiques d'été et ses services dans les sports azerbaïdjanais
- Il reçoit le diplôme honorifique du président de la République d'Azerbaïdjan par décret du président Ilham Aliyev du 10 septembre 2024.
- Selon un autre décret du président du même jour, il reçoit 50 000 manats et son entraîneur 25 000 manats pour avoir remporté la troisième place aux Jeux paralympiques d'été de 2024[4].